# Patrick Bombelosanda
 Patrick Bombelosanda Balume  (né à Lokutu le 15 mai en 1962) est un homme politique de la République démocratique du Congo et député national, élu de la circonscription de Yahuma dans la province de la Tshopo,,,.

## Biographie
Patrick Bombelosanda est né à Lokutu le 15 mai 1962, élu député national dans la circonscription électorale de Yahuma dans la province de Tshopo, il est membre du parti politique Parti du peuple pour la reconstruction et la démocratie (PPRD).